# 三川村 (静岡県)
三川村（みつかわむら）は静岡県の西部、豊田郡・磐田郡に属していた村である。
袋井市の北西部、おおむね太田川右岸、敷地川流域にあたる。

## 地理
- 河川 ：太田川、敷地川

## 歴史
- 1889年（明治22年）4月1日 - 町村制の施行により、豊田郡見取村、大谷村、川会村、友永村、山田村、周智郡萱間村が合併して豊田郡三川村が発足。
- 1896年（明治29年）4月1日 - 郡制の施行により所属郡が磐田郡に変更。
- 1955年（昭和30年）3月31日 - 袋井町に編入。同日三川村廃止。

## 交通

### 鉄道路線
日本国有鉄道二俣線（現天竜浜名湖鉄道天竜浜名湖線）が村域を通過しているが、駅は存在しなかった。